# Eladio de Auxerre
Eladio de Auxerre (f. 387) fue un santo cristiano y obispo de Auxerre. Se le menciona por haber ordenado diácono a san Amador. Este es el ejemplo más antiguo de tonsura eclesiástica que se tiene información en la historia religiosa de Francia. Su festividad se conmemora el 8 de mayo.